# Hector Goetinck
Hector Goetinck (ur. 5 marca 1886 w Brugii, zm. 26 czerwca 1944 tamże) – belgijski piłkarz grający na pozycji pomocnika, później również trener.

## Życiorys
Hector Goetinck z piłką nożną zetknął się po raz pierwszy w szkole w rodzimej Brugii jako zaledwie dziesięcioletni chłopiec. W roku 1901 został przyjęty do klubu piłkarskiego Club Brugge. Zaczynał jako lewoskrzydłowy, lecz równie dobrze radził sobie na prawej flance. Wraz z kolegami z boiska, napastnikiem Robertem De Veenem i obrońcą Charlesem Cambierem, stanowił trzon popularnych Blauw-Zwart, który to klub przed I wojną światową trzykrotnie był wicemistrzem Belgii. Poza tym Goetinck już w tym okresie zaczął grać w reprezentacji.
Podczas wojny Hector wraz z innymi czołowymi belgijskimi graczami utworzył twór o nazwie Belgian Front Wanderers, rozgrywający mecze pokazowe w Anglii, Francji i Włoszech. Jednak już w pierwszym sezonie po zakończeniu wojny Club Brugge wywalczył swój debiutancki tytuł mistrzowski. Goetinck w sumie grał w ekipie z Brugii przez 27 lat, aż do 42 roku życia. Przez 15 lat był kapitanem Blauw-Zwart.
Po zakończeniu kariery i krótkim odpoczynku od futbolu, Hector Goetinck w roku 1930 zajął się trenerką, szkoląc jednocześnie reprezentację Belgii oraz Club Brugge. Był selekcjonerem „Czerwonych Diabłów” na pierwszych mistrzostwach świata rozgrywanych w Urugwaju, dokąd Belgowie wraz z Francuzami i Rumunami dopłynęli jednym statkiem z Europy. Podróż trwała – bagatela – dwa tygodnie. Ostatecznie podopieczni Goetincka zajęli z kompletem porażek ostatnie miejsce w grupie i bardzo szybko musieli wracać do domu.
W latach 1937–1939 Hector był jeszcze trenerem KV Oostende, jednak wkrótce nadeszła II wojna światowa. Podczas niej Goetinck zginął, gdy na hotel w Knokke-Heist, gdzie przebywał, spadła bomba.